# Авдеенко, Михаил Ильич
Михаи́л Ильи́ч Авде́енко (26 октября 1933, Орловка, Западно-Сибирский край — 16 декабря 2016, Ягодинка, Ростовская область) — советский работник угольной промышленности, Герой Социалистического Труда.

## Биография
Родился в 1933 году село Орловка, ныне Убинского района Новосибирской области, в крестьянской семье.
После службы в армии, по призыву партии и правительства, приехал в Донбасс. Работал на шахте № 26 проходчиком, затем бригадиром проходчиков.
В 1968 году перешёл на шахту «Гуковская» и вскоре тоже был назначен бригадиром. Достиг высоких показателей в проходке горных выработок.
На базе бригады Авдеенко руководство объединения «Гуковуголь» организовало школу передового опыта.
Михаил Ильич вышел на пенсию[когда?], до самой смерти проживал в Ростовской области.

### Личная жизнь
- Супруга: Мария Терентьевна Авдеенко
- Дети:
  - Владимир Михайлович Авдеенко,
  - Любовь Михайловна Авдеенко.
  - Внуки:
  - Владимир Владимирович Авдеенко,
  - Ирина Викторовна Сидоренко.

## Награды
- Указом Президиума Верховного Совета СССР от 29 января 1981 года — за самоотверженный труд, высокие темпы проведения горных выработок и достижение высоких технико-экономических показателей, бригадиру проходчиков шахты «Гуковская», Михаилу Авдеенко было присвоено звание Героя Социалистического Труда с вручением ордена Ленина и золотой медали «Серп и Молот».
- Награждён вторым орденом Ленина
- Награждён орденом Трудового Красного Знамени
- Награждён медалью «За трудовую доблесть»
  - и другими[какими?] медалями.
- Полный кавалер знака «Шахтёрская слава», кавалер знака «Почётный шахтёр».
- За значительный вклад в развитие угольной промышленности Ростовской области и в связи с 65-летием Дня шахтёра — Авдеенко был награждён Почётной грамотой Губернатора Ростовской области[2].
- В 2013 году М. И Авдеенко был награждён медалью ордена «За заслуги перед Ростовской областью»[3].